# Huszka József
Huszka József (Kiskunfélegyháza, 1854. november 20. – Budapest, 1934. március 31.) tanár, néprajzkutató.

## Életútja
A szarvasi gimnáziumban érettségizett, majd egy évet a Műegyetemen tanult. 1873–76 között ösztöndíjas tanárjelöltként tanult tovább, a budapesti Ipariskolában rajztanári képesítést szerzett. 
Először Sepsiszentgyörgyön, Désen, Zentán, majd harminc évig a pesti piarista gimnáziumban, ill. a Műegyetem rajzi tanszékén tanított.
Több évtizeden át foglalkozott a magyar ornamentikával, gyűjtötte a népi formakincseket. Művészettörténeti kutatómunkája rendkívül jelentős, a Műemlékek Országos Bizottsága számára számos templom-, falkép-, oltárfölmérést készített. Közülük sokról már csak az ő pontos, művészi színvonalú, színes akvarellmásolatai alapján tudunk képet alkotni.
Kutatásait hét kötetben foglalta össze, ezek közül legjelentősebb A turáni magyar ornamentika története. 2007-ben Kiskunfélegyháza posztumusz díszpolgárává választották.
Sepsiszentgyörgyi rajztanárként akvarell-másolatokat készített a ma már nem létező erdőfülei és a maksai Szent László freskókról.

## Munkái
- Magyar díszítési motívumok a Székelyföldön. Sepsiszentgyörgy, 1883. Három mintával (különnyomat a székely nemzeti múzeum Értesítőjéből)
- Magyar díszítő styl. Budapest, 1885 (45 műlappal)
- Teremtsünk igazán magyar műipart. Sepsiszentgyörgy, 1890
- A székely ház. Budapest, 1895
- A magyar turáni ornamentika története. Budapest, 1930
- Tárgyi ethnográfiánk őstörténeti vonatkozásai; Debreceni Alma Mater Alapítvány, Debrecen, 2000 (Főnix téka)
- A magyar ornamentika nagykönyve. Huszka József életműve; Szkítia, Budapest, 2022

## Kiállítás munkásságáról
A Néprajzi Múzeum 2005-ben, születésének 150 éves évfordulója alkalmából kiállítást rendezett abból a gazdag hagyatékból (közel ezer rajz és 250 fotó), amit e múzeum Huszka Józseftől őriz. Ezek nagy része az 1880-as évektől kezdve készült és örökítette meg elsősorban Erdélynek és Észak-Magyarországnak a legfontosabb műemlékeit, néprajzi tárgyait.
Nemcsak a Felvidéken és Erdélyben gyűjtött, hanem bejárta az Alföld számos települését s mindenütt a népművészet alkotásait gyűjtötte, fényképezte vagy lerajzolta. A főbb témái voltak: festett bútorok, hímzések, székelykapuk, kerámiák, a népi életből, az egyházművészet területéről pedig a Szent László-legenda falkép-ciklus a templomokban.